# Pirne
Pirne (bułg. Пирне) – wieś w południowo-wschodniej Bułgarii, w obwodzie Burgas, w gminie Ajtos. Według danych Narodowego Instytutu Statystycznego, 31 grudnia 2011 roku wieś liczyła 696 mieszkańców.

## Urodzeni w Pirne
- Iwan Mazarow – profesor kulturologi, minister Kultury Republiki Bułgarii w 1996-1997
- Djanko Prawczew – były kmet Burgasu